# Naussac (Lozère)
Pour les articles homonymes, voir Naussac.
Naussac (Naussac en occitan) est une ancienne commune française, située dans le département de la Lozère en région Occitanie, devenue, le 1er janvier 2016, une commune déléguée de la commune nouvelle de Naussac-Fontanes.
Ses habitants sont appelés les Naussacois.
Son histoire a été particulièrement marquée par la création du lac de Naussac, qui a recouvert une bonne part de son territoire en 1983, après plusieurs années de résistance des habitants à la construction du barrage de Naussac sur le ruisseau de Réal (1976-1982).

## Histoire

### Jusqu'en 1976
Le village de Naussac est donné aux Cisterciens de l'abbaye des Chambons en 1180.

### Le projet de barrage et la résistance
Dès les années 1950, existe un projet de barrage de Naussac dû à EDF. Il est repris à la fin des années 1960 par l'Agence de l'eau Loire-Bretagne, dans une perspective de régulation de l'Allier et de la Loire, qui obtient une déclaration d'utilité publique en février 1976.
Cette DUP suscite une forte opposition, particulièrement forte durant l'été 1976. Les travaux débutent cependant le 1er octobre 1976. La résistance se poursuit ensuite, principalement par le moyen de la désobéissance civile, et son  importante mobilisation des élus locaux,.  La commune est alors une des premières, avec Orgosolo en Sardaigne ou Cervières (Hautes-Alpes), à participer à la révolte non-violente des agriculteurs pour leurs terres, des années 1970, sur le mode de la désobéissance civile.
La mobilisation est encore plus forte en 1977, mais malgré tout cela, les travaux de construction sont achevés en 1980 et le remplissage du lac en 1982. 

### Naussac de 1983 à 2016
Les habitants de l'ancien village sont relogés en quasi-totalité dans un nouveau village de Naussac situé sur une enclave cédée par la commune de Langogne. 
Plus tard, le lac a permis un développement touristique grâce aux activités qu'il est possible de pratiquer sur et autour du lac.

## Géographie

### Situation
Située dans le nord-est du département de la Lozère, la commune était limitrophe de la Haute-Loire et proche de l'Ardèche.

### Communes limitrophes
| Fontanes (Naussac-Fontanes) | Rauret (Haute-Loire) | Saint-Étienne-du-Vigan (Haute-Loire) |
| Auroux                      | Naussac              | Pradelles (Haute-Loire)              |
| Chastanier                  | Rocles               | Langogne                             |

### Géographie avant 1982
La commune est alors longée au nord par l'Allier (qui constitue ici la limite entre la Lozère et la Haute-Loire).
Son territoire est arrosé par le ruisseau de Réal, qui conflue au nord avec l'Allier, et par les affluents de ce ruisseau, notamment le Donozau et le ruisseau de Chalsade.

### Géographie après 1982
La mise en eau du lac aboutit à l'ennoyage d'une part notable du territoire communal, en particulier le bourg de Naussac, ainsi que des terres agricoles. 
Le nouveau village de Naussac, reconstruit entre 1976 et 1982, est situé à environ 2 km du centre de Langogne, sur le territoire de cette commune, au-dessus du lac.
La commune de Naussac est alors formée par deux fractions territoriales, dont un secteur enclavé dans la commune de Langogne où se trouve le nouveau village.[pas clair]

## Politique et administration

### Les maires de 1947 à 2016
| Période                                  | Période | Identité          | Étiquette | Qualité |
| ---------------------------------------- | ------- | ----------------- | --------- | ------- |
| Les données manquantes sont à compléter. |         |                   |           |         |
| 1947                                     | 1977    | Odilon Viala      |           |         |
| 1977                                     | 1982    | Bernard Martin    |           |         |
| 1982                                     | 2001    | Christian Gavarry |           |         |
| 2001                                     | 2016    | Alain Gaillard    |           |         |

### Les maires délégués depuis 2016
| Période | Période  | Identité       | Étiquette | Qualité                         |
| ------- | -------- | -------------- | --------- | ------------------------------- |
| 2016    | En cours | Alain Gaillard |           | 1er adjoint de Naussac-Fontanes |

## Démographie
L'évolution du nombre d'habitants est connue à travers les recensements de la population effectués dans la commune depuis 1793. À partir du 1er janvier 2009, les populations légales des communes sont publiées annuellement dans le cadre d'un recensement qui repose désormais sur une collecte d'information annuelle, concernant successivement tous les territoires communaux au cours d'une période de cinq ans. 
Pour les communes de moins de 10 000 habitants, une enquête de recensement portant sur toute la population est réalisée tous les cinq ans, les populations légales des années intermédiaires étant quant à elles estimées par interpolation ou extrapolation. Pour la commune, le premier recensement exhaustif entrant dans le cadre du nouveau dispositif a été réalisé en 2004,.
En 2013, la commune comptait 206 habitants, en évolution de +0,98 % par rapport à 2008 (Lozère : −1,04 %, France hors Mayotte : +2,49 %).
| 1793 | 1800 | 1806 | 1821 | 1831 | 1836 | 1841 | 1846 | 1851 |
| ---- | ---- | ---- | ---- | ---- | ---- | ---- | ---- | ---- |
| 346  | 388  | 288  | 386  | 409  | 419  | 439  | 443  | 477  |

| 1856 | 1861 | 1866 | 1872 | 1876 | 1881 | 1886 | 1891 | 1896 |
| ---- | ---- | ---- | ---- | ---- | ---- | ---- | ---- | ---- |
| 428  | 477  | 481  | 446  | 483  | 504  | 508  | 504  | 504  |

| 1901 | 1906 | 1911 | 1921 | 1926 | 1931 | 1936 | 1946 | 1954 |
| ---- | ---- | ---- | ---- | ---- | ---- | ---- | ---- | ---- |
| 504  | 509  | 449  | 373  | 328  | 320  | 327  | 262  | 215  |

| 1962 | 1968 | 1975 | 1982 | 1990 | 1999 | 2004 | 2009 | 2013 |
| ---- | ---- | ---- | ---- | ---- | ---- | ---- | ---- | ---- |
| 156  | 134  | 110  | 85   | 117  | 189  | 201  | 206  | 206  |

## Lieux et monuments
- Le château abbatial de Naussac,
- le barrage de Naussac et le lac de retenue,
- l'église Sainte-Madeleine,
- les gorges de l'Allier.

## Personnalités liées à la commune
- Henri François-Xavier de Belsunce-Castelmoron, évêque de Marseille durant la peste de 1720, résidait fréquemment l'été au château de Naussac.